# Roman Kienast
Roman Kienast (Salisburgo, 29 marzo 1984) è un ex calciatore austriaco, di ruolo attaccante, vice allenatore del First Vienna.

## Carriera

### Club

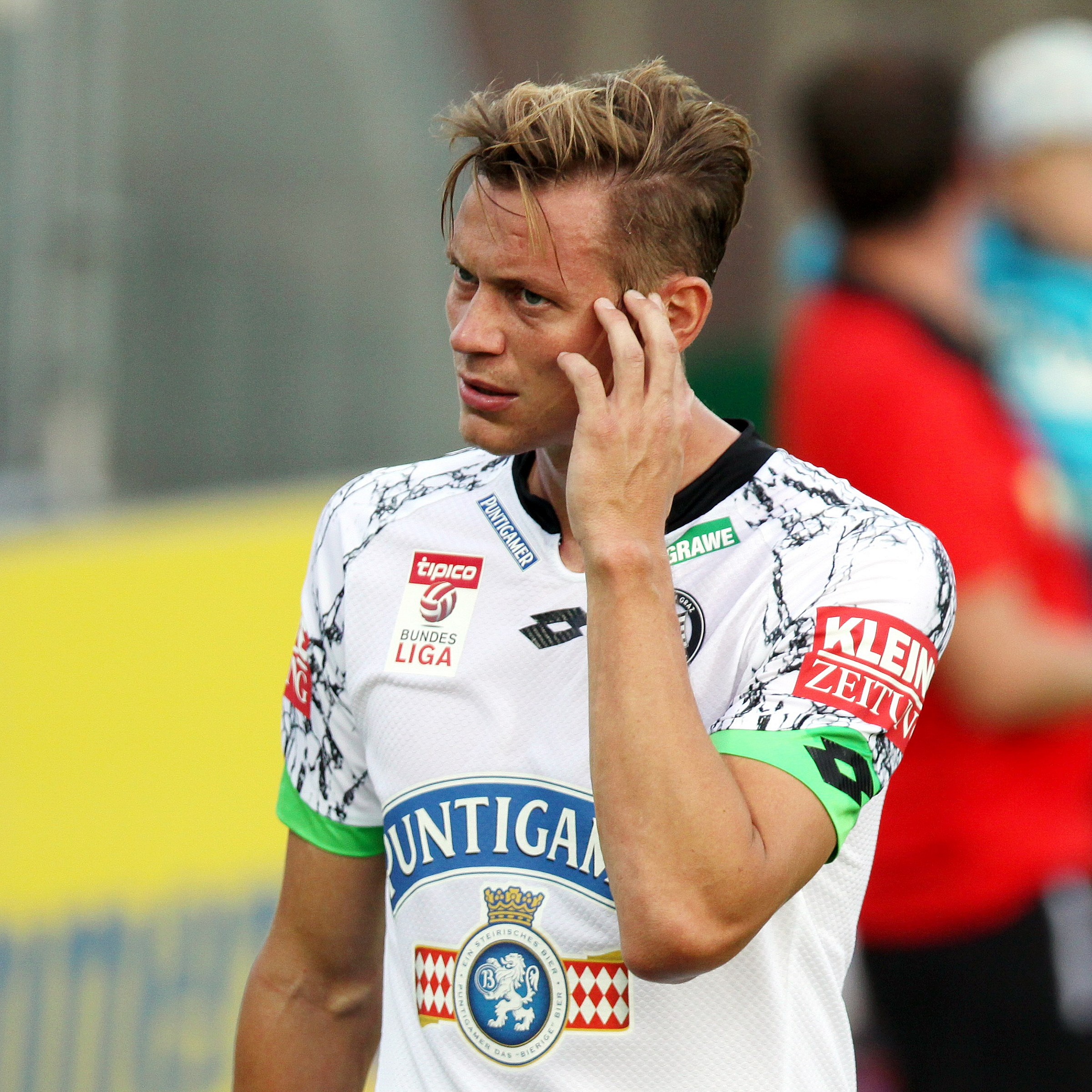
Roman Kienast (Sturm Graz)

Inizia a giocare nelle giovanili del Rapid Vienna e debutta in prima squadra nel 2001-2002, disputando 24 partite nelle due stagioni seguenti.
Nel 2004 il Rapid lo cede in prestito all'Altach, ma dopo solo due mesi e 6 gare disputate, decide di ritornare a Vienna. In quella stagione disputa 21 partite realizzando 2 gol e vincendo il campionato, qualificandosi così per la Champions League 2005-2006. Il 27 luglio 2005 esordisce in Champions League in F91 Dudelange-Rapid Vienna 1-5, subentrando ad Muhammet Akagündüz al 72º minuto e realizzando all'84º minuto il quinto gol dei bianco-verdi.
Nel marzo del 2006 si trasferisce in Norvegia all'HamKam e il 31 luglio 2008 passa in prestito all'Helsingborg.
Nel gennaio 2010 torna in patria, accasandosi allo Sturm Graz, con cui conquista subito la coppa nazionale. Nella stagione 2010-2011 si laurea campione d'Austria con il club bianco-nero.
Nel gennaio 2012 si trasferisce all'Austria Vienna. Il 27 agosto 2013 segna il gol decisivo nei play-off di Champions League che permette all'Austria Vienna di eliminare la Dinamo Zagabria e accedere per la prima volta nella storia alla fase a gironi. Successivamente realizza anche il primo gol della squadra austriaca nella fase a gironi della manifestazione contro il Porto.

### Nazionale
Fa parte della nazionale Under-19 che si è classificata terza agli Europei di categoria del 2003, durante i quali realizza una doppietta nel 4-1 contro la Repubblica Ceca, partita della fase a gironi.
Esordisce in nazionale maggiore il 13 ottobre 2007 contro la Svizzera e realizza il primo gol il 27 maggio 2008 in amichevole contro la Nigeria (1-1).
Viene inserito dal CT Hickersberger nella lista dei 23 convocati della nazionale austriaca per l'Europeo 2008, dove disputa tutte le 3 partite della fase a gironi in tutte e tre le occasioni subentrando dalla panchina.

## Statistiche

### Cronologia presenze e reti in nazionale
| Cronologia completa delle presenze e delle reti in nazionale ― Austria | Cronologia completa delle presenze e delle reti in nazionale ― Austria | Cronologia completa delle presenze e delle reti in nazionale ― Austria | Cronologia completa delle presenze e delle reti in nazionale ― Austria | Cronologia completa delle presenze e delle reti in nazionale ― Austria | Cronologia completa delle presenze e delle reti in nazionale ― Austria | Cronologia completa delle presenze e delle reti in nazionale ― Austria | Cronologia completa delle presenze e delle reti in nazionale ― Austria |
| Data                                                                   | Città                                                                  | In casa                                                                | Risultato                                                              | Ospiti                                                                 | Competizione                                                           | Reti                                                                   | Note                                                                   |
| ---------------------------------------------------------------------- | ---------------------------------------------------------------------- | ---------------------------------------------------------------------- | ---------------------------------------------------------------------- | ---------------------------------------------------------------------- | ---------------------------------------------------------------------- | ---------------------------------------------------------------------- | ---------------------------------------------------------------------- |
| 13-10-2007                                                             | Zurigo                                                                 | Svizzera                                                               | 3 – 1                                                                  | Austria                                                                | Amichevole                                                             | -                                                                      | 65’                                                                    |
| 17-10-2007                                                             | Innsbruck                                                              | Austria                                                                | 3 – 2                                                                  | Costa d'Avorio                                                         | Amichevole                                                             | -                                                                      | 46’                                                                    |
| 16-11-2007                                                             | Vienna                                                                 | Austria                                                                | 0 – 1                                                                  | Inghilterra                                                            | Amichevole                                                             | -                                                                      | 46’                                                                    |
| 21-11-2007                                                             | Vienna                                                                 | Austria                                                                | 0 – 0                                                                  | Tunisia                                                                | Amichevole                                                             | -                                                                      |                                                                        |
| 6-2-2008                                                               | Vienna                                                                 | Austria                                                                | 0 – 3                                                                  | Germania                                                               | Amichevole                                                             | -                                                                      | 73’                                                                    |
| 27-5-2008                                                              | Graz                                                                   | Austria                                                                | 1 – 1                                                                  | Nigeria                                                                | Amichevole                                                             | 1                                                                      | 46’                                                                    |
| 8-6-2008                                                               | Vienna                                                                 | Austria                                                                | 0 – 1                                                                  | Croazia                                                                | Euro 2008 - 1º turno                                                   | -                                                                      | 74’                                                                    |
| 12-6-2008                                                              | Vienna                                                                 | Austria                                                                | 1 – 1                                                                  | Polonia                                                                | Euro 2008 - 1º turno                                                   | -                                                                      | 64’                                                                    |
| 16-6-2008                                                              | Vienna                                                                 | Austria                                                                | 0 – 1                                                                  | Germania                                                               | Euro 2008 - 1º turno                                                   | -                                                                      | 67’                                                                    |
| 11-10-2008                                                             | Tórshavn                                                               | Fær Øer                                                                | 1 – 1                                                                  | Austria                                                                | Qual. Mondiali 2010                                                    | -                                                                      | 67’                                                                    |
| 7-6-2011                                                               | Graz                                                                   | Austria                                                                | 3 – 1                                                                  | Lettonia                                                               | Amichevole                                                             | -                                                                      | 62’                                                                    |
| Totale                                                                 |                                                                        | Presenze                                                               | 11                                                                     |                                                                        | Reti                                                                   | 1                                                                      |                                                                        |

## Palmarès
- Campionato austriaco: 3

Rapid Vienna: 2004-2005
Sturm Graz: 2010-2011
Austria Vienna: 2012-2013
- Coppa d'Austria: 1

Sturm Graz: 2009-2010